# Some Skunk Funk
Albums de Randy Brecker avec Michael Brecker et le WDR Big Band
Soul Bop Band Live
(2004) Transatlantic Connection (en)
(2006)
Some Skunk Funk est un album live de Randy Brecker avec Michael Brecker et le WDR Big Band. Il a été enregistré le 11 novembre 2003 au Forum de Leverkusen, en Allemagne, et a été publié en novembre 2005.
En 2007, il a remporté les Grammy Awards pour Best Jazz Instrumental Solo (Michael Brecker à titre posthume) et Best Large Jazz Ensemble Album (en).

## Critique
Lee Poser a écrit dans le magazine Jazzreview : « C'est à ce jour la meilleure interaction musicale entre les frères. Il y a du flair, de l'élan, de la fantaisie et un sens de l'humour ironique qui en font une grande aventure auditive. Très inventif! »
Woodrow Wilkins a écrit sur le site All About Jazz : « Les Brecker Brothers étaient un groupe de fusion, mais Some Skunk Funk montre une autre facette de ces musiciens. Dans cette formation de big band, ils sont en parfaite forme. Les mélodies originales ont été honorées, mais les solos de Randy, Michael et des autres membres du groupe portent l'album au sommet. »
Pour le morceau titre, Michael Brecker (1946-2007) a reçu à titre posthume le Grammy du meilleur solo instrumental de jazz le 11 février 2007. L'album a reçu un Grammy en tant que meilleur album d'un grand ensemble de jazz.

## Contexte
L'album a été enregistré en direct lors des Leverkusener Jazztage (de) le 11 novembre 2003 au Forum de Leverkusen. Les musiciens participants étaient, outre le trompettiste Randy Brecker et son frère Michael Brecker, le claviériste Jim Beard, Will Lee à la basse, Peter Erskine à la batterie et Marcio Doctor (de) aux percussions. Les musiciens ont été soutenus par le WDR Big Band sous la direction de Vince Mendoza (en). Au total, huit morceaux de Randy Brecker et deux morceaux de Michael Brecker ont été enregistrés, dont, outre le morceau titre, des compositions plus anciennes comme Sponge et Song For Barry, mais aussi des compositions plus récentes. C'était le premier concert commun des frères Brecker depuis de nombreuses années et le premier avec le WDR Big Band. Le CD n'est sorti que deux ans plus tard, le 18 novembre 2005 (#BHM 1004-2).

## Pistes
Toutes les chansons sont écrites et composées par Randy Brecker sauf indication contraire.
| No  | Titre                            | Durée |
| --- | -------------------------------- | ----- |
| 1.  | Some Skunk Funk                  | 5.51  |
| 2.  | Sponge                           | 6.46  |
| 3.  | Shanghigh                        | 6.40  |
| 4.  | Wayne Out                        | 4:56  |
| 5.  | And Then She Wept                | 6:07  |
| 6.  | Strap Hangin' (Michael Brecker)  | 8:18  |
| 7.  | Let It Go                        | 8:02  |
| 8.  | Freefall                         | 6:17  |
| 9.  | Levitate                         | 4:58  |
| 10. | Song for Barry (Michael Brecker) | 10:32 |

## Effectif
Musiciens
- Randy Brecker - trompette
- Michael Brecker - saxophone ténor
- Jim Beard - piano, synthétiseur
- Koji Paul Shigihara - guitare
- Will Lee - guitare basse
- Peter Erskine - batterie
- Marcio Doctor - percussions
- WDR Big Band
  - Vince Mendoza - chef d'orchestre, arrangeur
  - Rob Bruynen - trompette
  - Andy Haderer - trompette
  - Rick Kiefer - trompette
  - John Marshall - trompette
  - Klaus Osterloh - trompette
  - David Horler - trombone
  - Bernt Laukamp - trombone
  - Ludwig Nuss - trombone
  - Mattis Cederberg - trombone basse
  - Harold Rosenstein - saxophone alto
  - Heiner Wiberny - saxophone alto
  - Olivier Peters - saxophone ténor
  - Rolf Römer - saxophone ténor
  - Jens Neufang - saxophone baryton[1]

Production
- Joachim Becker - producteur
- Lucas Schmid - producteur
- Peter Brandt - ingénieur
- Klaus Genuit - mixage[1]
- Knut Schötteldreier - conception de la couverture
- Ines Kaiser - photographie